# Natrijum butirat
Natrijum butirat je jedinjenje sa formulom . Ono je natrijumova so buterne kiseline. Ovo jedinjenje deluje na kulture ćelija sisara na više načina, kao što su inhibicija proliferacija, indukcija diferencijacije, i indukcija i represija izražavanja gena. Usled toga ono ima širok spektar laboratorijske primene. Butiratni tretmani ćelija dovode do histonske hiperacetilacije. Butirat inhibira HDAC dejstvo. Butirat je bio esencijalan u određivanju uloge histonske acetilacije u strukturi i funkciji hromatina. Procenjuje se da inhibicija HDAC dejstva utiče na izražavanje samo 2% gena sisara.

## Literatura
- Govindarajan, Nambirajan; Agis-Balboa, Roberto Carlos; Walter, Jonas; Sananbenesi, Farahnaz; Fischer, André (2011). „Sodium Butyrate Improves Memory Function in an Alzheimer's Disease Mouse Model When Administered at an Advanced Stage of Disease Progression”. Journal of Alzheimer's Disease. 26 (1): 187—97. PMID 21593570. doi:10.3233/JAD-2011-110080.